# Christine de Schleswig-Holstein-Sonderbourg-Glücksbourg
La princesse Christine de Schleswig-Holstein-Sonderbourg-Glücksbourg, souvent désigné comme Christiane, (22 septembre 1634 à Copenhague - 20 mai 1701 à Delitzsch) est l'épouse de Christian Ier de Saxe-Mersebourg, qui est le premier duc de Saxe-Mersebourg de 1656 jusqu'à sa mort survenue en 1691.

## Biographie
Christine est la quatrième fille et la neuvième de quatorze enfants de Philippe de Schleswig-Holstein-Sonderbourg-Glücksbourg et de son épouse Sophie de Saxe-Lauenbourg. 
Christine est née à Copenhague, au royaume de Danemark. Elle est élevée au château de Nyköping par Madeleine-Sibylle de Saxe, veuve de Christian de Danemark, ancien  prince héritier de Danemark et de Norvège.

### Mariage et descendance
Le 19 novembre 1650, à l'âge de seize ans, Christine épouse au château de la Résidence de Dresde Christian Ier de Saxe-Mersebourg, troisième fils de l'électeur Jean-Georges Ier de Saxe et de sa seconde épouse Madeleine-Sibylle de Prusse. Le couple a dix enfants.
- Madeleine (1651-1675) ;
- Jean (1652-1654) ;
- Christian II (1653-1694), duc de Saxe-Mersebourg ;
- Auguste de Saxe-Mersebourg-Zörbig (1655-1715), épouse en 1686 Hedwige de Mecklembourg-Güstrow (postérité) ;
- Philippe de Saxe-Mersebourg-Lauchstadt (1657-1690), épouse en 1684 Éléonore de Saxe-Weimar, veuf en 1687, épouse en 1688 Louise de Wurtemberg-Bernstadt (postérité) ;
- Christiane de Saxe-Mersebourg (1659-1679), épouse en 1677 le duc Christian de Saxe-Eisenberg[2] ;
- Sophie-Hedwige de Saxe-Mersebourg (1660-1686), épouse en 1680 le duc Jean-Ernest de Saxe-Saalfeld ;
- Henri (1661-1738), duc de Saxe-Mersebourg ;
- Maurice (1662-1664) ;
- Sibylle-Marie (1667-1693), épouse en 1683 Christian-Ulrich Ier de Wurtemberg-Œls.

Le double mariage de ses filles Christiane et Sophie-Hedwige est suivie par quatre semaines de célébrations, notamment un ballet et d'autres spectacles, des tournois, des parades et des feux d'artifice.
Après la mort de son mari en 1691, Christine se retire au château de Delitzsch qu'elle reçoit en 1688, en remplacement du château de Sangerhausen. Le château de Delitzsch est rénové et réaménagé pour servir son résidence, mais la rénovation n'est pas achevée quand elle déménage le 31 mai 1692. Christine ajoute un jardin à la française au château.